# 最小軌間鉄道
最小軌間鉄道（さいしょうきかんてつどう 英: Minimum gauge railway）とは、狭軌の中で2フィート若しくは600mm以下の軌間の鉄道。381mm、400mm、457mm、500mmが最も一般的である。原型は1870年代にアーサー・ヘイウッド)が英国の庭園鉄道向けに、フランスのポール・ドコービルが 専用鉄道向けに開発した。
最小軌間鉄道とミニチュア鉄道との主な違いは、後者がフルサイズのプロトタイプモデルを使用していることである。ミニチュア鉄道には、たとえばウィックスティード公園など610mmの軌間で走るものがあり、最小軌間鉄道にはラドヤード湖蒸気鉄道のように260mmという非常に狭い軌間を走るものがある。一般的に最小軌間鉄道は、専用鉄道、産業鉄道としての機能を有する。もっとも、ほとんどの最小軌間鉄道は観光と関連していて、それらとは異なる機能を持ち、収益を上げるために観光に依存している。
一般的に最小軌間鉄道は、車両限界が最大化されている。これは、器具の寸法が軌間に対して可能な限り大きく製造されたためである。しかしその一方で、転倒しないように十分な安定性を保っている。

## 最小軌間鉄道の一覧

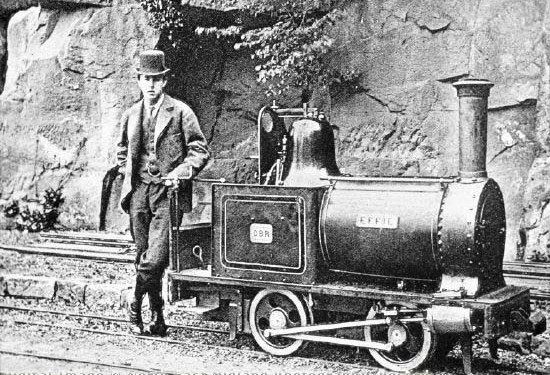
ダッフィールド・バンク鉄道の蒸気機関車
_{左側に立つのが建設を監督したアーサー・ヘイウッド}

- アショーン・ハール鉄道　en:Ashorne Hall Railway
- アッシニボイン・バレー鉄道　en:Assiniboine Valley Railway[1]
- イートン・ホール鉄道　en:Eaton Hall Railway
- カークリーズ軽鉄道　en:Kirklees Light Railway
- クリーソープス・コート軽便鉄道 en:Cleethorpes Coast Light Railway

- サンディー・リッジ・アンド・クリアー・レイク鉄道　en:Sandy Ridge & Clear Lake Railway
- サンデー軽便鉄道　en:Sanday Light Railway
- サンド・ハットン軽便鉄道　en:Sand Hutton Light Railway
- スカーバラ・ノース・ベイ鉄道　en:Scarborough North Bay Railway
- ダッフィールド・バンク鉄道　en:Duffield Bank Railway
- ビクトン・ウッドランド鉄道　en:Bicton Woodland Railway
- ビュア・バレー鉄道　en:Bure Valley Railway
- ヘストン蒸気博物館　en:Hesston Steam Museum [2]
- ペリーグローブ鉄道　en:Perrygrove Railway
- メドウズ・アンド・レイク・キャスリーン鉄道　en:Meadows and Lake Kathleen Railroad
- ライル模型鉄道　en:Rhyl Miniature Railway
- ラッドヤード・レイク蒸気鉄道　en:Rudyard Lake Steam Railway
- ラッパ・バレー蒸気鉄道en:Lappa Valley Steam Railway
- リバーサイド・アンド・グレート・ノーザン鉄道　en:Riverside and Great Northern Railway
- レーブングラス・アンド・エスクデール鉄道
- ロイヤル・アーセナル18インチ軌間鉄道　en:Royal Arsenal 18 inch Railway
- ロムニー・ハイス&ディムチャーチ鉄道